# Contea di Hampshire (Massachusetts)
La contea di Hampshire, Hampshire County in inglese, è una contea dello Stato del Massachusetts negli Stati Uniti. La contea, posta nella parte centro-occidentale dello Stato, ha come capoluogo Northampton.
La popolazione al censimento del 2000 era di 152 251 abitanti, 156 044 secondo una stima del 2009.
Come per altre contee del Massachusetts dal 1999 la contea di Hampshire esprime solo una regione storico-geografica, essendo tutte le funzioni amministrative passate ad altre agenzie dello Stato del Massachusetts.

## Geografia fisica
La contea confina a nord con la contea di Franklin, a est con quella di Worcester, a sud con la contea di Hampden ed a ovest con la contea di Berkshire.
Il territorio è collinare ad occidente, dove si elevano le propaggini occidentali delle Berkshire Hills, e nel centro-nord. Per il resto è pianeggiante essendo attraversato da nord a sud dalla valle del fiume Connecticut. Altri fiumi sono il Westfield e il Chicopee. Ad est, al confine con la contea di Worcester, si stende il grande lago della Quabbin Reservoir, il più grande dello Stato. Altri laghi sono il The Oxbow e il Tighe Carmody Reservoir.
La città più grande è Northampton, posta sul fiume Connecticut al centro della contea. Nel nord è situata la città universitaria di Amherst, sede dell'Amherst College, dell'Università del Massachusetts e patria della poetessa Emily Dickinson.

## Storia
La contea fu creata nel maggio del 1662 e perse parte dei suoi territori con la creazione della contea di Worcester nel 1731. Deve il suo nome all'Hampshire in Inghilterra.

## Comuni
- Amherst - city
- Belchertown - town
- Chesterfield - town
- Cummington - town
- Easthampton - city
- Goshen - town
- Granby - town
- Hadley - town
- Hatfield - town
- Huntington - town

- Middlefield - town
- Northampton - (capoluogo) city
- Pelham - town
- Plainfield - town
- South Hadley - town
- Southampton - town
- Ware - town
- Westhampton - town
- Williamsburg - town
- Worthington - town

### Census-designated place
- Amherst Center - nel territorio di Amherst
- North Amherst - nel territorio di Amherst
- South Amherst - nel territorio di Amherst

## Università
La contea vanta importanti istituti di istruzione universitaria. Ad Amherst hanno sede l'Amherst College, l'Hampshire College e l'Università del Massachusetts a Amherst. A Northampton ha sede lo Smith College, il più grande college femminile degli Stati Uniti. Infine a South Hadley ha sede il Mount Holyoke College, uno dei più antichi college femminili del paese.